# Mangifera pajang
Mangifera pajang är en sumakväxtart som beskrevs av André Joseph Guillaume Henri Kostermans. Mangifera pajang ingår i släktet Mangifera och familjen sumakväxter. Inga underarter finns listade i Catalogue of Life.